# Seget

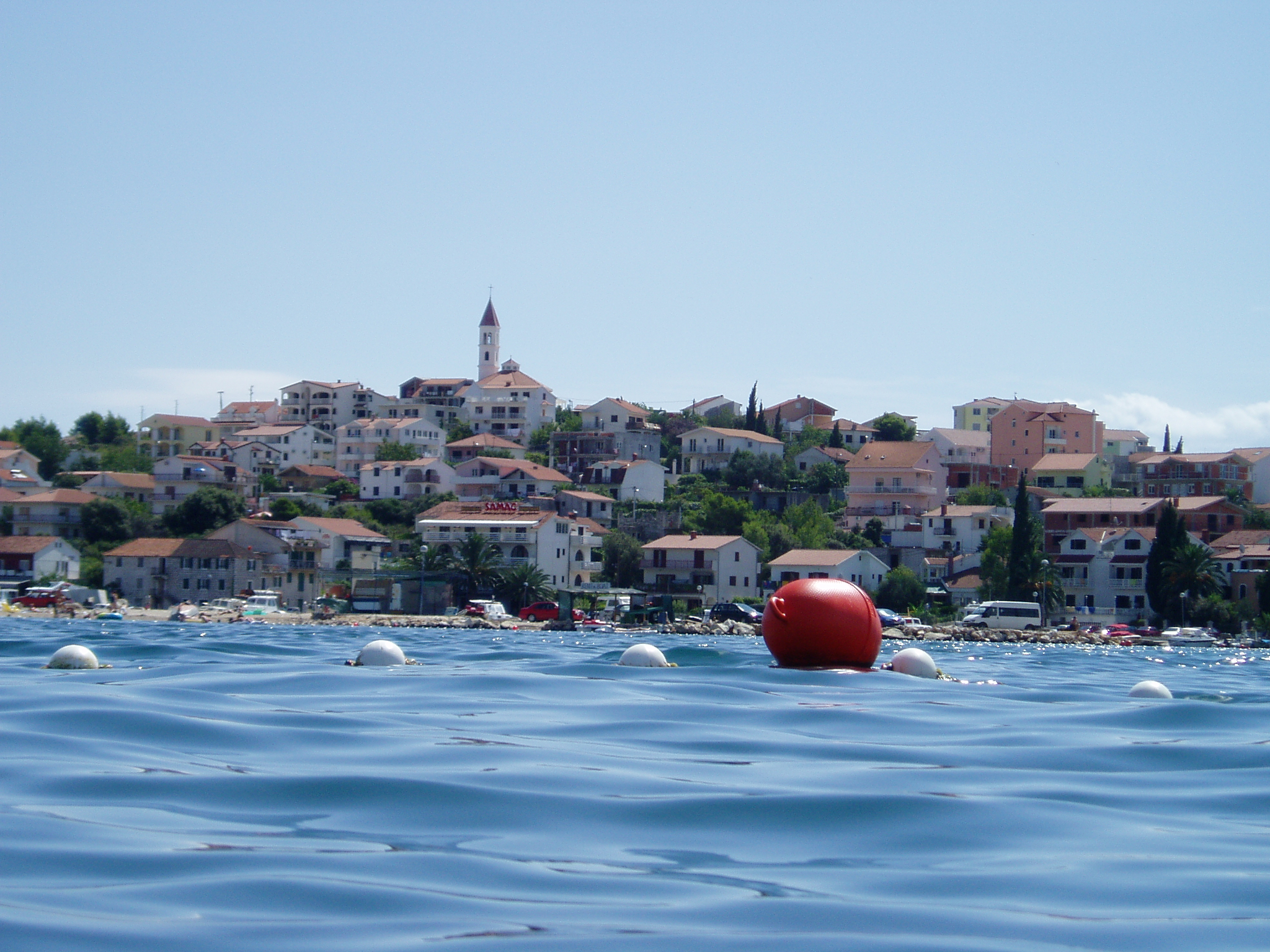
Seget Vranjica

Seget (italsky Seghetto) je opčina v Chorvatsku v Splitsko-dalmatské župě. Nachází se západně od Trogiru, s jehož opčinou také svým územím sousedí. V roce 2011 trvale žilo v opčině 4 854 obyvatel. Největším sídlem a střediskem opčiny je vesnice Seget Donji (v překladu dolní Seget), v níž žije 2 466 obyvatel.
V opčině se nachází celkem 6 vesnic, z nichž dvě (Seget Donji a Seget Vranjica) jsou přímořskými letovisky. Nejdůležitějšími silnicemi jsou v opčině D8 a D58. V Segetu Vranjica též začíná úsek silnice D8 proměněný v rychlostní silnici, vedoucí ze Segetu Vranjica do Stobreče.
- Bristivica – 427 obyvatel
- Ljubitovica – 594 obyvatel
- Prapatnica – 225 obyvatel
- Seget Donji – 2 466 obyvatel
- Seget Gornji – 169 obyvatel
- Seget Vranjica – 1 023 obyvatel